# Hygrochroa milma
Hygrochroa milma är en fjärilsart som beskrevs av Dyar 1912. Hygrochroa milma ingår i släktet Hygrochroa och familjen silkesspinnare. Inga underarter finns listade i Catalogue of Life.